# Urho Kiukas
Urho Johan Kiukas (* 19. November 1902 in Kymi; † 19. November 1995) war ein finnischer Verwaltungsbeamter und Politiker, der zwischen 1957 und 1969 Gouverneur der Provinz Mikkeli sowie von 1957 bis 1958 Innenminister Finnlands war.

## Leben
Kiukas, dessen Familie aus Südsavo stammte, begann nach dem Schulbesuch 1924 ein Studium der Rechtswissenschaften, das er 1930 mit einem Bachelor abschloss. Daneben arbeitete er zwischen 1927 und 1934 zunächst in einer Anwaltskanzlei in Helsinki sowie zuletzt in Mikkeli. 1934 legte er nach Abschluss der Ausbildung die Assessorprüfung (Varatuomari) ab. Nachdem er anschließend von 1934 bis 1935 Berichterstatter am Verwaltungsgericht der Provinz Mikkeli war, war er von 1935 bis 1944 als Richter am Gericht von Heinävesi tätig. 1945 wechselte er in das Innenministerium und war zunächst Sekretär im Ministerbüro und im Anschluss als Nachfolger von Erik Gabrielsson vom 29. August 1947 bis zu seiner Ablösung durch Fjalar Jarva am 16. Juli 1957 Generaldirektor der Polizeiabteilung (Poliisiylijohtaja). Zugleich fungierte er von 1947 bis 1948 als Ankläger in der sogenannten „Waffenversteckaffäre“ (‚Asekätkentä‘) gegen Oberst Valo Nihtilä und Oberstleutnant Usko Haahti, die nach dem Fortsetzungskrieg und dem mit der Sowjetunion geschlossenen Waffenstillstand von Moskau am 19. September 1944 landesweit große Bestände von Waffen und Rüstungsgütern der Streitkräfte versteckt hatten, um Gegenmaßnahmen bei einem Einmarsch der Roten Armee vorzunehmen.
Am 17. Juli 1957 wurde Kiukas als Nachfolger von Alpo Lumme Gouverneur der Provinz Mikkeli und übte diese Funktion bis zum 19. November 1969 aus, woraufhin Viljo Virtanen am 1. Januar 1970 die Nachfolge antrat. Gleichzeitig wurde er am 29. November 1957 als Innenminister () in das Kabinett von Fieandt berufen, dem er bis zum 26. April 1958 angehörte.
Im Zuge der sogenannten „Kätilöopisto“-Affäre wurde gegen ihn sowie die beiden ehemaligen Minister Aarre Simonen und Vilho Väyrynen ein parlamentarischer Untersuchungsausschuss eingesetzt. Den drei Kabinettsmitgliedern wurde vorgeworfen, dass beim Bau des Geburtsklinikums Kätilöopisto im Helsinkier Stadtteil Ullanlinna im Dezember 1956 das bankrotte Bauunternehmen Teoranta beauftragt wurde und mit Steuergeldern für nicht erbrachte Bauleistungen bezahlt worden war, wodurch es zu erheblichen Verzögerungen beim Bau des Krankenhauses kam. Nach Beratungen im Ausschuss für Verfassungsrecht (Perustuslakivaliokunta) wurde in einer Abstimmung im Reichstag am 8. November 1960 mit großer Mehrheit beschlossen, dass gegen die drei früheren Minister ein Gerichtsverfahren eingeleitet werden soll. Am 5. April 1961 begannen die Verhandlungen vor dem Obersten Verwaltungsgericht (Korkein hallinto-oikeus) unter dem Vorsitz von Reino Iisakki Kuuskoski. Am 14. Dezember 1961 wurden Simonen und Väyrynen zu erheblichen Geldstrafen verurteilt, während Kiukas freigesprochen wurde. 1967 gründete er mit seiner Ehefrau Kaisu Kiukas eine Stiftung zur Unterstützung von Studenten aus Südsavo.

## Veröffentlichungen
- Mitä-Missä-Milloin, Kansalaisen vuosikirja 1958, Helsinki, 1957
- Otavan Iso tietosanakirja, 1968
- 50 vuotta väestönsuojelutyötä. Suomen väestönsuojelujärjestö 1927-1977, Helsinki 1977